# Partido Democrático (Sérvia)
O Partido Democrático (em sérvio: Демократска странка, ДC / Demokratska stranka, DS) é um partido político social-democrata da Sérvia. 
O partido foi fundado em 1990, ainda durante o regime comunista jugoslavo, tornando-se no primeiro partido de oposição durante o socialismo jugoslavo.  
Durante a década de 1990, o DS foi um dos maiores opositores da liderança autoritária de Milosevic. Juntando-se a outros partidos, o partido conseguiu derrotar o Partido Socialista, liderado por Milosevic, pondo a fim a uma década de regime de Milosevic. 
A partir do fim do regime de Milosevic, o partido estabeleceu-se como um dos maiores partidos da Sérvia, muito graças à popularidade de Boris Tadic, líder do partido e presidente sérvio entre 2004 a 2012. Nos últimos anos o DS tem caído em popularidade, sendo a saída de Tadic em 2014 do partido, o maior exemplo da perda de popularidade dos democratas. 
Ideologicamente, o partido segue uma linha social-democrata, próxima da Terceira Via, e social-liberal, além de ser um firme apoiante da adesão da Sérvia na União Europeia. 
A nível internacional, os democratas são membros do Partido Socialista Europeu, da Internacional Socialista e da Aliança Progressista. 

## Resultados Eleitorais

### Eleições presidenciais
| Data    | Candidato apoiado        | 1ª Volta                 | 1ª Volta                 | 1ª Volta                 | 2ª Volta                 | 2ª Volta                 | 2ª Volta                 |
| Data    | Candidato apoiado        | CI.                      | Votos                    | %                        | CI.                      | Votos                    | %                        |
| ------- | ------------------------ | ------------------------ | ------------------------ | ------------------------ | ------------------------ | ------------------------ | ------------------------ |
| 1990    | Nenhum candidato apoiado | Nenhum candidato apoiado | Nenhum candidato apoiado | Nenhum candidato apoiado | Nenhum candidato apoiado | Nenhum candidato apoiado | Nenhum candidato apoiado |
| 1992    | Milan Panić              | 2.º                      | 1 516 693                | 32,1 / 100,0             |                          |                          |                          |
| 1997    | Boicote                  | Boicote                  | Boicote                  | Boicote                  | Boicote                  | Boicote                  | Boicote                  |
| 09/2002 | Miroljub Labus           | 2.º                      | 995 200                  | 27,4 / 100,0             | 2.º                      | 911 567                  | 31,6 / 100,0             |
| 12/2002 | Vojislav Koštunica       | 1.º                      | 1 699 098                | 57,7 / 100,0             |                          |                          |                          |
| 2003    | Dragoljub Micunovic      | 2.º                      | 893 906                  | 35,4 / 100,0             |                          |                          |                          |
| 2004    | Boris Tadić              | 2.º                      | 853 584                  | 27,4 / 100,0             | 1.º                      | 1 681 528                | 54,0 / 100,0             |
| 2008    | Boris Tadić              | 2.º                      | 1 457 030                | 35,4 / 100,0             | 1.º                      | 2 304 647                | 50,3 / 100,0             |
| 2012    | Boris Tadić              | 1.º                      | 989 454                  | 25,3 / 100,0             | 2.º                      | 1 481 952                | 47,3 / 100,0             |
| 2017    | Saša Janković            | 2.º                      | 597 728                  | 16,4 / 100,0             |                          |                          |                          |

### Eleições legislativas
| Data | CI.                            | Votos                          | %                              | +/-                            | Deputados | +/-     | Status   | Aliança                     |
| ---- | ------------------------------ | ------------------------------ | ------------------------------ | ------------------------------ | --------- | ------- | -------- | --------------------------- |
| 1990 | 3.º                            | 374 887                        | 7,5 / 100,0                    |                                | 7 / 250   |         | Oposição |                             |
| 1992 | 4.º                            | 196 347                        | 4,2 / 100,0                    | 3,3                            | 6 / 250   | 1       | Oposição |                             |
| 1993 | 4.º                            | 497 582                        | 11,6 / 100,0                   | 7,4                            | 29 / 250  | 23      | Oposição |                             |
| 1997 | Boicote                        | Boicote                        | Boicote                        | Boicote                        | Boicote   | Boicote | Boicote  |                             |
| 2000 | Oposição Democrática da Sérvia | Oposição Democrática da Sérvia | Oposição Democrática da Sérvia | Oposição Democrática da Sérvia | 45 / 250  |         | Governo  |                             |
| 2003 | 3.º                            | 481 249                        | 12,6 / 100,0                   |                                | 37 / 250  | 8       | Governo  |                             |
| 2007 | 2.º                            | 915 854                        | 22,7 / 100,0                   | 10,1                           | 64 / 250  | 27      | Governo  |                             |
| 2008 | 1.º                            | 1 590 200                      | 38,4 / 100,0                   | 15,7                           | 64 / 250  | Estável | Governo  | Por uma Sérvia Europeia     |
| 2012 | 2.º                            | 863 294                        | 22,1 / 100,0                   | 16,3                           | 49 / 250  | 16      | Oposição | Escolha por uma Vida Melhor |
| 2014 | 3.º                            | 216 634                        | 6,0 / 100,0                    | 16,1                           | 19 / 250  | 30      | Oposição |                             |
| 2016 | 5.º                            | 227 589                        | 6,0 / 100,0                    | Estável                        | 13 / 250  | 6       | Oposição | Por uma Sérvia Justa        |